# Оливер, Дэвид (легкоатлет)
Дэвид Оливер (англ. David Oliver) — американский легкоатлет, который специализируется в беге на 110 метров с барьерами. Бронзовый призёр олимпийских игр 2008 года с результатом 13,18. Чемпион мира 2013 года. Серебряный призёр чемпионата мира в помещении 2010 года. Чемпион США в 2008, 2010 и 2011 годах.
Личный рекорд 12,89 — это четвёртое место в списке самых быстрых на этой дистанции.

## Достижения
Выиграл следующие этапы Бриллиантовой лиги:
- 2010: Shanghai Golden Grand Prix – 12,99
- 2010: Prefontaine Classic – 12,90
- 2010: Meeting Areva – 12,89
- 2010: Herculis – 13,01
- 2010: Aviva London Grand Prix – 13,06
- 2010: Weltklasse Zürich – 12,93
- 2011: Prefontaine Classic – 12,94
- 2013: Атлетиссима – 13,03

## Сезон 2014 года
- Shanghai Golden Grand Prix — 13,28
- 4-е место Атлетиссима — 13,23 (3 июля)